# Disney's Magical Mirror Starring Mickey Mouse
Disney's Magical Mirror Starring Mickey Mouse là một trò chơi điện tử phiêu lưu, trỏ và nhấp do Capcom phát triển và Nintendo  phát hành theo giấy phép từ Disney Interactive cho GameCube. Trò chơi theo chân nhân vật chính là chuột Mickey khi cậu khám phá một dinh thự trong thế giới gương, thu thập các mảnh gương để giải thoát trong khi một hồn ma tinh nghịch chế nhạo cậu trong suốt hành trình.

## Lối chơi
Trò chơi sử dụng cơ chế trỏ và nhấp đơn giản, tương tự như Pac-Man 2: The New Adventures, liên quan đến việc sử dụng con trỏ để điều khiển chuột Mickey đến nhiều địa điểm khác nhau. Mickey sẽ phản ứng với những gì người chơi làm và những gì chú gặp phải trong trò chơi bằng cách thể hiện sự tò mò, tức giận, ngã xuống, chạy trốn, đứng yên hoặc các hành động khác. Tại một số thời điểm nhất định, người chơi có thể yêu cầu Mickey thực hiện một động tác đặc biệt thường liên quan đến việc chú phải đối phó với kẻ thù trên màn hình. Phải vượt qua các trò đùa để giúp Mickey lấy được các vật phẩm hữu ích hoặc dọn đường, nhưng không phải tất cả chúng đều mang lại cho Mickey thứ gì đó. Phải thu thập các hộp đựng sao ma thuật để vượt qua chúng, nhưng một số trường hợp sẽ chi phí một số lượng sao nhất định. Sau khi vượt qua một trò đùa, hộp sao sẽ cạn kiệt, nhưng có thể được nạp lại bằng cách thu thập các ngôi sao tìm thấy trong suốt trò chơi.
Các mini-game, chẳng hạn như Mickey lái máy bay hoặc trượt tuyết xuống núi, có sẵn trong suốt trò chơi. Những món quà lưu niệm đặc biệt cũng có thể được phát hiện, được trưng bày trong phòng của Mickey vào cuối trò chơi, chẳng hạn như vòng cổ của Pluto hoặc nơ của Minnie. Mục tiêu của trò chơi là tìm tất cả các mảnh gương để Mickey trở về nhà.

## Nội dung
Một đêm nọ, khi Mickey đang ngủ say, cậu chìm vào giấc mơ, nơi một hồn ma tinh quái nhốt một ảo ảnh trong mơ của chính mình bên trong một chiếc gương thần. Bị mắc kẹt trong một dinh thự lớn trong một vũ trụ song song có vẻ ngoài giống ngôi nhà của mình một cách kỳ lạ, Mickey khao khát được trở lại thế giới thực qua chiếc gương để thức dậy khỏi trạng thái mơ màng. Tuy nhiên, hồn ma đã phá hủy chiếc gương và các mảnh vỡ co lại và bay đến các khu vực khác nhau xung quanh ngôi nhà, biến chiếc gương thần thành một chiếc gương bình thường. Người chơi phải giúp Mickey đánh lừa và vượt qua các trò đùa để vượt qua kẻ thù, chướng ngại vật và hồn ma đã nói ở trên và lấy lại mười hai mảnh gương vỡ mà cậu cần để trở về nhà, đồng thời tìm kiếm mười hai hộp ngôi sao ma thuật (cần thiết để vượt qua các trò đùa) và các vật phẩm cần thiết để giúp cậu trong suốt nhiệm vụ của mình. Bất cứ khi nào tìm thấy một mảnh, nó sẽ bay trở lại chiếc gương, trở lại kích thước bình thường và tự đặt lại vào đúng vị trí.
Sau khi sửa xong chiếc gương, Mickey chuẩn bị rời đi, nhưng hồn ma ngăn cậu lại, tiết lộ rằng nó chỉ đưa cậu đến đây để có người chơi cùng. Người chơi có thể chọn ở lại hoặc đi. Chọn ở lại sẽ khiến hồn ma bỏ chạy, khiến Mickey bị kẹt ở thế giới song song cho đến khi cậu quay lại căn phòng gương, nơi người chơi có thể chọn ở lại hoặc rời đi lần nữa. Nếu người chơi chọn rời đi, Mickey tạm biệt hồn ma và bắt đầu về nhà, nhưng hồn ma quyết định đi cùng cậu (chỉ khi người chơi đã thu thập đủ tất cả các mảnh gương). Sau khi Mickey tỉnh dậy, cậu xuống cầu thang để kiếm thứ gì đó để ăn. Nếu người chơi sửa xong chiếc gương với đủ mười hai mảnh tìm thấy, một hình dạng của hồn ma sẽ được nhìn thấy treo trên quạt trần và tiếng cười của hồn ma sẽ được nghe thấy, ngụ ý rằng hồn ma hiện đang cư trú trong nhà của Mickey.

## Phát triển
Trò chơi đã được giới thiệu trong buổi thuyết trình tại E3 2001 với một loạt ảnh chụp màn hình, được cho là một trò chơi platform giống như Disney's Magical Quest trên Super NES. Người ta cũng thông báo rằng Nintendo sẽ xử lý việc phát hành trò chơi này.
Trò chơi này đã được công bố chính thức tại E3 2002.
Chuỗi giới thiệu của trò chơi dựa trên Thru the Mirror, một bộ phim hoạt hình về chú chuột Mickey năm 1936. Hoạt hình của Mickey được sao chép từ phim ngắn. Một cảnh thay thế sau đó trong trò chơi, nơi Mickey phát triển đến kích thước khổng lồ rồi co lại thành kích thước nhỏ bé, cũng được sao chép như trong phim hoạt hình.

## Đón nhận
Trò chơi nhận được những đánh giá "trái chiều" theo trang tổng hợp đánh giá Metacritic. Phần lớn, người chơi không được hướng dẫn và các cảnh cắt chỉ giới hạn ở việc xem Mickey bị đuổi hoặc rơi xuống khu vực tiếp theo. Tại Nhật Bản, Famitsu đã cho trò chơi này số điểm là 27 trên 40.
GameSpot cho biết: "Nhịp độ cực kỳ chậm và các câu đố đơn điệu sẽ lấn át yếu tố giải trí của Disney đối với trẻ em." IGN viết: "Nó chỉ đơn giản là nhàm chán và thường tẻ nhạt. Hầu hết trẻ em sẽ thấy trò chơi chỉ như vậy, và với khoản đầu tư tiền bạc, nó không được khuyến khích." GameSpy viết: "Hướng đến đối tượng khán giả trẻ hơn, Mickey đơn giản đến mức tê liệt tâm trí, và thật đáng tiếc khi những hình ảnh ấn tượng như vậy phải lãng phí cho một trò chơi dùng một lần như vậy."